# Moln (bok)
Moln är Karin Boyes första diktsamling som utgavs 1922. Den gavs ut på Albert Bonniers förlag när författaren var 22 år. Den innehåller bland annat den kända dikten En målares önskan, Det namnlösa och titeldikten Moln.
Diktsamlingen kom till efter att Boye genomgått en religiös kris och handlar om en ung människas funderingar om Gud, livets brister och den egna framtiden.